# Деспортіву ду Бенгу
Групу Деспортіву або просто Деспортіву ду Бенгу (порт. Grupo Desportivo Do Bengo) — професіональний ангольський футбольний клуб з міста Луанда.

## Історія клубу
Незважаючи на те, що клуб представляє провінцію Бенго, в 2001 році він виступав у провінції Луанди, оскільки був єдиним клубом, який мав професійний статус в своїй провінції.